# Saint-Victor-la-Rivière
Saint-Victor-la-Rivière é uma comuna francesa na região administrativa de Auvérnia-Ródano-Alpes, no departamento Puy-de-Dôme. Estende-se por uma área de 18,09 km². Em 2010 a comuna tinha 257 habitantes (densidade: 14,2 hab./km²).